# Joe Dakota (film, 1971)
Pour les articles homonymes, voir Joe Dakota.
Pour plus de détails, voir Fiche technique et Distribution.
Joe Dakota (Spara Joe... e così sia!) est un western spaghetti hispano-italien réalisé par Emilio Miraglia et sorti en 1971.

## Synopsis
Ted et sa bande s'en vont braquer une banque et récupère une grosse somme d'argent. Mais réussit à tromper ses partenaires et à cacher le butin dans un endroit connu de lui seul. Avant de mourir, Ted donne un plan pour retrouver la cachette à Joe, un pauvre chasseur qui l'a secouru.

## Fiche technique
Sauf indication contraire, les informations mentionnées dans cette section peuvent être confirmées par la base de données cinématographiques IMDb,  présente dans la section « Liens externes ».
- Titre français : Joe Dakota ou Tire Joe et... amen ![1]
- Titre original italien : Spara Joe... e così sia![2]
- Réalisation : Emilio Miraglia (sous le nom de « Hal Brady »)
- Scénario : Jean Josopovici, Emilio Miraglia
- Photographie : Silvio Fraschetti
- Montage : Enzo Alabiso
- Musique : Vasili Kojucharov (it) (sous le nom de « Maestro Vasco »)
- Décors : Gianfrancesco Ramacci
- Costumes : Mario Giorsi
- Production : Benito Bertaccini
- Société de production : Neptunia Film, Balcazar Producciones
- Pays de production :  Italie -  Espagne
- Langue originale : italien
- Format : Couleur par Telecolor - 2,35:1 - Son mono - 35 mm
- Durée : 90 minutes (1 h 30[2])
- Genre : Western spaghetti
- Dates de sortie :
  - Italie : 10 mai 1971
  - France : 3 mai 1973[1]
  - Espagne : 10 juin 1974

## Distribution
- Richard Harrison : Joe
- José Torres : Lou
- Franca Polesello : Rosy
- Indio Gonzales : Jack
- Roberto Maldera : Ted
- Antonio Cantafora : Tab
- Federico Boido (sous le nom de « Rick Boyd ») : Chuck
- Giulio Baraghini : Le voleur de chevaux
- Vittorio Fanfoni : Sam
- Claudio Trionfi :
- Corrado Olmi : Le chef des bergers
- Bernard Farber : L'employé de la banque
- Paolo Magalotti : Le shérif
- Giulio Battiferri : Le tenancier du saloon